# Aleksei Müürisepp
Aleksei Müürisepp (ur. 17 lipca 1902, zm. 7 października 1970 w Tartu) – estoński polityk komunistyczny, premier Estońskiej SRR w latach 1949-1951, przewodniczący Prezydium Rady Najwyższej Estońskiej SRR w latach 1961-1970.
Od 1908 mieszkał wraz z rodziną w Rosji na Syberii, od 1918 pracował w jenisejskiej flocie rzecznej, 1924-1926 służył w Armii Czerwonej, 1926 wstąpił do WKP(b), pracował w sowieckich związkach zawodowych w Krasnojarsku i Tomsku. Od 1945 pracownik aparatu KC Komunistycznej Partii (bolszewików) Estonii, zastępca kierownika Wydziału Transportu KC. 1947 studiował w Wyższej Szkole Partyjnej przy KC KPZR w Moskwie. Od 6 października 1949 do 29 marca 1951 przewodniczący Rady Ministrów Estońskiej SRR. 1950-1962 minister spraw zagranicznych Estońskiej SRR. Od 12 października 1961 do śmierci był przewodniczącym Prezydium Rady Najwyższej Estońskiej SRR. 1952-1966 kandydat na członka, a 1966-1970 członek KC KPZR. Od 1954 deputowany do Rady Najwyższej ZSRR.